# Tibor Magyar
Tibor Magyar (* 4. März 1947 in Budapest) ist ein ehemaliger ungarischer Radrennfahrer und nationaler Meister im Radsport.

## Sportliche Laufbahn
Magyar war Straßenradsportler und Teilnehmer der Olympischen Sommerspiele 1968 in Mexiko-Stadt. Im olympischen Straßenrennen schied er aus. Die ungarische Mannschaft mit András Takács, András Mészáros, Imre Géra und Tibor Magyar wurde 17. im Mannschaftszeitfahren. 
1964 gewann er die nationale Meisterschaft im Einzelzeitfahren. 1970 gewann er mit der ungarischen Nationalmannschaft (Ferenc Keserű, György Rajnaj, Tibor Magyar und István Hirth) den Internationalen Olympia-Preis der DDR im Mannschaftszeitfahren. Ebenfalls 1970 holte Magyar den nationalen Titel im Mannschaftszeitfahren mit István Kiss, József Peterman und László Sleisz.
Bei den UCI-Straßen-Weltmeisterschaften 1970 wurde er 82. im Einzelrennen. Er startete für den Verein Újpesti TE Budapest.